# Trust (rechtsvorm)
Een trust is een Angelsaksische rechtsvorm.
Wie vermogen in een trust stopt (de settlor), vertrouwt het toe aan derden, de trustees. Deze beheerders kunnen een natuurlijk persoon zijn of een rechtspersoon. Het juridische eigenaarschap wordt overgedragen aan de trustee, met de beneficiary als de begunstigde van de trust. De trustee zal volgens de door de settlor opgestelde voorwaarden moeten handelen. Daarnaast kan een "protector" worden aangesteld die ter controle dient van de "trustee". Een trust heeft geen rechtspersoonlijkheid.

## Geschiedenis
Onder Romeins recht bestond al een vorm van trust (fideicommissum), maar dit betrof slechts trusts gegenereerd bij testament. Verder bestond rond de 9e eeuw een soort trust in de islamitische wereld. De islamitische vorm heette waqf, die naast een settlor, trustees en begunstigden ook nog een eigen qadi (rechter) heeft voor conflictbeslechting. 
Sommige onderzoekers speculeren over de vraag of het concept van de waqf met de kruistochten naar Engeland is gebracht, waar het werd overgenomen door edelen die op kruistocht gingen en hun bezittingen tijdelijk aan een plaatsvervanger toevertrouwden. Anderen zijn van mening dat de primaire bronnen het oudere Romeinse recht en evolutie van common law waren. 
Hoe dan ook, de Kruistochten legden wel de behoefte van een tijdelijk beheer door een plaatsvervanger bloot, maar dit was zeer gevoelig voor misbruik. De terugkerende kruisvaarders kregen soms hun eigendom niet terug van de plaatsvervanger. Men was eigenaar of men was het niet en men kon geen tijdelijk eigenaar of eigenaar onder voorwaarden of speciale titel worden. De kruisvaarder was dus volledig overgeleverd aan de medewerking van de plaatsvervanger, als eigenaar stond die volledig in zijn recht als hij weigerde iets (terug) over te dragen. In Engeland werd dit onbillijk gevonden en werd naar aanleiding van klachten bij de en uitspraken van de Lord Chancellor een eigen trust law opgesteld om de plaatsvervanging juridisch vast te leggen. Dit illustreert ook waarom het Engelse woord trust (vertrouwen) wordt gebruikt: de settlor legt zijn vertrouwen in de trustee.

## Structuur
Een trust heeft dus een oprichter (settlor), één of meerdere beheerders (trustees) die de zaken in eigendom verkrijgen, en de begunstigden (beneficiaries).
Bij het oprichten van de trust kunnen voorwaarden gesteld worden aan hoe het vermogen in de trust beheerd wordt en wie de begunstigden zijn. Deze begunstigden kunnen wederom een natuurlijk persoon zijn of een rechtspersoon. Ook kunnen voorwaarden gesteld worden aan de uitkeringen, zoals hoe vaak en wanneer deze uitgekeerd worden. Ten aanzien van de begunstiging kan, bijvoorbeeld, ook worden gesteld dat het vermogen dat beheerd wordt alleen bedoeld is om kunst mee te kopen. De volstrekte anonimiteit van de eigenaar wordt als een voordeel van de trusts beschouwd.
De trustee houdt goederen niet voor zichzelf maar handelt volgens de voorwaarden van de trust. Hoewel de trustee juridisch eigenaar is, heeft hij in principe geen recht op de vermogensbestanddelen of de daaruit voortvloeiende inkomsten. Hij zal hooguit een vergoeding krijgen voor zijn diensten. Dit kan inhouden dat hij zorg dient te dragen voor onderhoud van fysieke zaken of stemrechten in eigenaars- of aandelenvergaderingen kan uitoefenen. In dit laatste geval zal hij hierbij moeten handelen naar de trustvoorwaarden en niet in zijn eigen belang. Anderzijds kan de trustee ook niet aansprakelijk worden gesteld voor aan de bestanddelen klevende schulden, tenzij deze zijn ontstaan door zijn nalatigheid. Wel is het mogelijk dat hij zorg dient te dragen voor afbetaling, zij het met de inkomsten uit de vermogensbestanddelen van de trust. 
Voorbeeld: Een trust omvat 25 appartmenten in een flatgebouw die met een hypothecaire lening zijn gefinancierd. De trustee zal dan zorg dragen voor de inning van de huurpenningen waaruit het onderhoud, de leningstermijnen en zijn eigen vergoeding worden betaald. De trustee stemt in de eigenaarsvergadering als eigenaar van de appartementen maar met inachtneming van de trustvoorwaarden. De voorwaarden van de trust kunnen dan bepalen wat er gebeurt met het restant, een deel kan bijvoorbeeld geïnvesteerd of achtergehouden worden ter dekking van tegenvallers, en de rest is eventueel voor de begunstigden.

## Gebruik
De oprichter van de trust kan ook zelf de begunstigde zijn. Doordat de oprichter anoniem kan blijven maakt dit de trust zeer geschikt voor het afschermen van activa. De trust biedt ook mogelijkheden om anoniem eigenaar te worden van een vennootschap of het afschermen van vermogen tegen schuldeisers. Trusts zijn in common lawlanden geliefde instrumenten voor erfenissen omdat men ze kan gebruiken voor belastingplanning door de uitkeringen over de tijd te spreiden en zo de progressieve successiebelasting te matigen. Ook kunnen ze, wanneer een erfenis een onderneming is, gebruikt worden om deze te beschermen tegen kibbelende nabestaanden (bijvoorbeeld 2 kinderen die ieder 50% van de aandelen erven, ruzie krijgen, en de besluitvorming blokkeren) of nabestaanden die niet in de onderneming geïnteresseerd zijn toch vermogensvoordelen toekennen. Verder kunnen ze gebruikt worden als goede-doelinstelling naar analogie met een stichting.  
Tevens is een trust geschikt om 'orphan structuren' te creëren, doordat eventuele door de trustee gehouden aandelen niet voor de trustee zelf gehouden worden. In securitisaties worden de assets ook vaak door het SPV in trust gegeven aan de trustee, die het beheer voert namens alle investeerders, toeziet op de naleving van de transactievoorwaarden en als zodanig de ´politieman´ van de transactie is. Soms vervult de trust direct de rol van het SPV; de trustee zal dan een centralere en actievere rol spelen. De Chinese securitisatiewetgeving volgt dit laatste concept. 
Een bezwaar is dat dit een trust ook gevoelig maakt voor misbruik, zoals witwassen, fraude en financiering van terrorisme. Hierdoor ondervinden transacties die gebruik maken van een trust vaak hinder bij KYC-screening bij dienstverleners, met name in civil lawlanden waar men vaak onbekend is met het concept. Ook kan in dergelijke landen om deze reden belastingplanning middels een trust spaaklopen: de fiscus kijkt dan door de trust heen omdat deze geen rechtspersoonlijkheid heeft en belast dan wel de trustee dan wel de begunstigden als volledige eigenaars. Ten slotte zal men bij sommige goederen als trustee als eigenaar worden geregistreerd (auto´s, onroerend goed), wat betekent dat na afloop van het trusteeschap die registraties weer moeten worden doorgehaald.
Tijdens de coronapandemie in de 2020's kwam, vanuit Amerika en populair vooral onder complotdenkers en aanhangers van de beweging voor soevereine burgers, de veronderstelling in zwang dat de overheid geboortetrusts zou gebruiken om inwoners te controleren. In 2022 heeft Rechtbank Midden-Nederland uitgesproken dat er geen trust-belastingdienst bestaat en er geen geboortetrust bestaat.

## Nederland
In de Nederlandse Wet van 17 december 2009 tot wijziging van de Successiewet 1956 en enige andere belastingwetten (vereenvoudiging bedrijfsopvolgingsregeling en herziening tariefstructuur in de Successiewet 1956, alsmede introductie van een regeling voor afgezonderd particulier vermogen in de Wet inkomstenbelasting 2001 en de Successiewet 1956) is een regeling opgenomen over afgezonderd particulier vermogen. Dit is vaak een trust en omgekeerd. Om belastingontwijking tegen te gaan worden bezittingen en de schulden van een afgezonderd particulier vermogen toegerekend aan de inbrenger en bij diens overlijden aan zijn erfgenamen. Trusts die aan bepaalde vormvereisten voldoen (bijvoorbeeld op schrift gesteld, actief opgericht en niet uitsluitend gericht op vermogen in een ander land dan het land van het recht van de trust) worden in Nederland erkend op grond van  het Haags trustverdrag.
De UBO-registratieplicht is ingegaan op 1 november 2022. Omdat de registratieplicht nieuw is, wordt eenmalig een overgangsperiode gehanteerd van drie maanden. Dit betekent dat de trustee tot 1 februari 2023 de gelegenheid heeft om aan zijn registratieplicht te voldoen. Dit geldt ook voor beheerders van soortgelijke constructies.

## Curaçao
Curaçao heeft per 1 januari 2012 de trust ingevoerd in Boek 3 van het Burgerlijk Wetboek. Deze trust moet bij notariële akte worden ingesteld. Op grond de verplichte erkenning van aktes binnen het Koninkrijk, moet een in Curaçao ingestelde trust ook in de andere landen van het koninkrijk worden erkend. Bovendien mogen de andere landen, als ze bij invoering van eigen trustwetgeving willen afwijken van de Curaçaose rechtsregels, dat alleen met een goede argumentatie doen.

## België
In België bestaat de trust niet. Echter is er wel een gelijkaardige rechtsfiguur in de derdenrekening en het fideï-commis de residuo.

## Frankrijk
In Frankrijk bestaat er de fiducie, maar de fiduciaire handelingen (trustee) kunnen enkel uitgeoefend worden door bepaalde categorieën van personen.

## Duitsland
Duitse rechtspraak behandelt de Treuhand. Het grote verschil met de trust uit de civil law-wereld is het feit dat er bij de Treuhand meestal slechts twee partijen zijn (de Treugeber en de Treuhänder) waarbij een van hun twee de begunstigde uitmaakt.